# Al-Hakam II
Al-Hakam II – kalif Kordoby w latach 961-976.

## Życiorys
Zasłynął jako wielki miłośnik sztuki i literatury. Założył w Kordobie bibliotekę, w której według niektórych badaczy miał zgromadzić nawet ponad 400 000 manuskryptów. Podobno same katalogi jego biblioteki obejmowały 44 woluminy i zawierały informacje o około 600 tys. dzieł
(dane pochodzą od historyka Edwarda Gibbona). W czasie jego panowania rozbudowane zostało szkolnictwo, nastąpił rozkwit nauki i sztuki, jednak administracja centralna pozostawała zbiurokratyzowana i skorumpowana
Był znany ze swej religijności, lecz jednocześnie wielkiej tolerancji dla innych wyznań. W 966 roku kalif Al-Hakam II zakazał spożywania alkoholu, który był produkowany na terenie muzułmańskiej Hiszpanii przez prawie pięć wieków, w związku z czym nakazał również zniszczenie winnic. Mieszkańcy Jerez przekonali kalifa, że winnice są używane nie tylko do produkcji alkoholu, ale także dostarczają rodzynek dla żołnierzy, w wyniku czego Kalif je oszczędził.
Słynął również z zamiłowania do nauki i książek. Sprowadzał do swego królestwa największych naukowców owego czasu, nie zważając na płeć czy wyznanie. Jedną ze znanych kobiet na jego dworze była Lubna znana również jako Labana z Kordoby, przez ludzi opisywana jako "inteligentna pisarka, poetka, z wiedzą arytmetyczną, wszechstronna w wielu dziedzinach, nikt w pałacu nie był tak zdolny jak ona". Jej wszechstronna wiedza została doceniona przez kalifa i została jednym z jego sekretarzy.
Dla Al Hakama służyło też 2 znanych ludzi innego wyznania, którzy wcześniej służyli jego ojcu Abd ar-Rahmanowi III. Byli to biskup Elviry "Rabi ibn Zayd al-Usquf" zwany pod łacińskim imieniem jako Recemundus (Recemund z Elviry) oraz żydowski "nasi" Chasdaj ibn Szaprut.
Biskup Recemund był autorem "Kitab tafsil al-azman wa-masalih al-abdan", pracy zleconej przez Al Hakama w 961 r., obejmującej chrześcijański kalendarz liturgiczny podzielony na miesiące i dni w roku, zawierający almanach Kościelnych postów oraz informacji dotyczących sezonowości rolnictwa i doradztwa żywieniowego. Racemund jeszcze za życia ojca Al Hakama służył jako jego emisariusz i ambasador na dwór Ottona I, jak również do Konstantynopola i Jerozolimy.
Ibn Shaprutowi z kolei Al Hakam zlecił we współpracy wraz z innym mnichem tłumaczenie botanicznych tekstów Greckich.